# EEF Series
Die EEF Series ist eine Serie von Nationenpreisen im Springreiten. Die Turnierserie wurde im Jahr 2021 erstmals ausgetragen, sie trägt nach ihrem Hauptsponsor den Namen Longines EEF Series.

## Hintergrund
Mit der Schaffung der Samsung Super League im Jahr 2003 gab es erstmals eine offizielle Unterscheidung zwischen der Top-Nationenpreisen und den übrigen Nationenpreisen im Springreiten. Weiter formalisiert wurde dies nach dem Abschied von Samsung als Hauptsponsor. Aus den europäischen Nationenpreisen, die nicht dem Meydan FEI Nations Cup angehörten, wurde 2009 die „Promotional League Europa“ geschaffen.
Die ab 2013 durchgeführte Europa-Division 2 des FEI Nations Cups entsprach zunächst vom Konzept her der „Promotional League Europa“. In den Jahren 2018 und 2019 wurden die Europa-Division 2 auf ein einziges Qualifikationsturnier für das Nationenpreisfinale zusammengestrichen. Weitere europäische Nationenpreise dienten als Möglichkeiten einer regionalen Gruppe von Nationen, sich für das eine Qualifikationsturnier der Europa-Division 2 zu qualifizieren. Nationen, die nicht diesen regionalen Gruppen angehörten, waren in diesen Nationenpreisen nicht startberechtigt. Dies führte zu einer geringeren Internationalität im Starterfeld, weniger „große Namen“ im Teilnehmerfeld senkten die Attraktivität für Zuschauer und Sponsoren. Dies führte etwa dazu, dass die Veranstalter des CSIO Linz keine passenden Rahmenbedingungen mehr sahen und Österreich damit kein Nationenpreisturnier mehr hatte.
Als Folge dieser Entwicklungen übernahm der erst 2010 gegründete Europäische Pferdesportverband (European Equestrian Federation, EEF) vom Weltpferdesportverband FEI die Verantwortung für die Nationenpreise unterhalb der Europa-Division 1. Erstmals sollte die Serie im Jahr 2020 ausgetragen werden. Bedingt durch die COVID-19-Pandemie fielen im Jahr 2020 unzählige Turniere aus, insgesamt fand im Jahr 2020 weltweit nur sieben Nationenpreise statt. Daher wurde der Start der EEF Series auf das Jahr 2021 verschoben.

## Aufbau und Funktion der Serie
Die offizielle Funktion der EEF Series ist die einer „zweiten Liga“ für die Nationenpreismannschaften der Region Europa der FEI Nations Cups. Zu dieser Region zählen Stand 2021 alle Staaten, die mindestens teilweise in Europa liegen (also auch die Türkei), nicht aber die Länder der neugeschaffenen Region Eurasien (Armenien, Aserbaidschan, Belarus, Georgien, Iran, Kasachstan, Kirgisistan, Moldau, Turkmenistan, Usbekistan und Russland). Zudem zählt auch Israel zur Region Europa des FEI Nations Cups.
Nachdem bei den Nationenpreisen der Europa-Division 2 zuletzt keine Gastmannschaften aus anderen Ligen zugelassen waren, steht die EEF Series alle europäischen Nationen offen, die Mitglied der EEF sind. Damit sind auch die Nationen der Europa-Division 1 startberechtigt. Diese haben hier die Möglichkeit, in Nationenpreisen noch unerfahrenen Reitern und Pferden Erfahrungen sammeln zu lassen. Pferd-Reiter-Paare, die im jeweiligen Jahr bereits in der Europa-Division 1 am Start waren, sind jedoch vom Start in der EEF Series ausgeschlossen.
Auch die EEF Series ist wie zuvor die Europa-Division 2 regional gegliedert. Jede der vier Regionen hat ein oder zwei Nationenpreise, aus denen sich die Nationen für zwei Halbfinals qualifizieren können. Die besten fünf Mannschaften je Halbfinale ziehen in das Finalturnier ein. Beim finalen Nationenpreis besteht die Möglichkeit des Aufstiegs: Die bestplatzierte Nation des Finals, welche nicht bereits Teil der Europa-Division 1 ist, kann dorthin aufsteigen. Umgekehrt wird es auch einen jährlichen Absteiger aus der Europa-Division 1 in die EEF Series geben.
Die Nationenpreise der vier Regionen werden auf CSIO 2* und 3*-Niveau ausgetragen. Die Halbfinals werden CSIO 3* ausgeschrieben, das Finale als CSIO 4* mit mindestens 200.000 Euro Preisgeld für den Nationenpreis. Die bisher geltende Regelung, dass es pro Nation nur ein CSIO-Nationenpreisturnier geben darf (mit Ausnahme der Vereinigten Staaten von Amerika, Kanada und dem Ausrichterland des Nations-Cup-Finals), wurde mit Schaffung der EEF Series aufgeweicht. So richten mehrere mittel- und westeuropäische Nationen neben ihrem großen CSIO 5*-Turnier der Europa-Division 1* auch ein CSIO-Turnier der EEF Series aus.

## Saison 2021
Region Zentral:
| Nationenpreis, Datum                       | Sieger Nationenpreis | Weitere in Auswahl |
| ------------------------------------------ | --- | --- |
| CSIO 3* Gorla Minore (ITA), 24. April 2021 | Frankreich: Marie Demonte mit Vega de la Roche Aurelien Leroy mit Croqsel de Blaignac Sebastien Duplant mit Alpha de Preuilly Olivier Robert mit Ilena de Mariposa | Beste Mannschaft aus Region Zentral – 3. Platz: Tschechien: Filip Dolezal mit Coup de Coeur Z Emma Augier de Moussac mit Diva Alena Machová mit Chacco Bella Ondrej Zvara mit Quimero M 4. Platz: Schweiz: Alain Jufer mit Dante Mathias Schibli mit Quno Edwin Smits mit Farezzo Niklaus Schurtenberger mit Silver Shine 6. Platz: Deutschland: Richard Vogel mit Floyo Philipp Schulze Topphoff mit Concordess NRW Hans-Dieter Dreher mit Vestmalle des Cotis David Will mit C Vier 8. Platz: Österreich: Katharina Rhomberg mit Cuma Christoph Obernauer mit Kleons Cocario Christoph Nothegger mit Twilight Bianca Babanitz mit Elysium |

Region Nord:
| Nationenpreis, Datum                    | Sieger Nationenpreis | Weitere in Auswahl |
| --------------------------------------- | --- | --- |
| CSIO 3* Uggerhalne (DEN), 11. Juni 2021 | Dänemark: Zascha Nygaard Andreasen mit Quinn Konstantin Deeken Künnemann mit Crowney Emil Hallundbæk mit Chalisco Andreas Schou mit Quadrosson | 8. Platz: Deutschland: (nicht Teil der Region Nord) André Thieme mit Crazy Girl V Finja Bormann mit A Crazy Son of Lavina Andreas Ripke mit Charly Brown B Felix Haßmann mit Chaccinus |

Region West:
| Nationenpreis, Datum                   | Sieger Nationenpreis                                                                                             | Weitere in Auswahl |
| -------------------------------------- | --- | --- |
| CSIO 3* Kronenberg (NED), 4. Juni 2021 | Irland: Alexander Butler mit Athene Eoin Gallagher mit Faltic Eoin McMahon mit Chakra David Simpson mit Foudre F | 9. Platz: Luxemburg: Victor Bettendorf mit Astuce de la Roque Marcel Ewen mit Chimaira Viktoria Häussler mit Hartman Charlotte Bettendorf mit Nababette Z |

Region Süd:
| Nationenpreis, Datum                         | Sieger Nationenpreis | Weitere in Auswahl |
| -------------------------------------------- | --- | ------------------ |
| CSIO 3* Athen-Markopoulo (GRE), 6. Juni 2021 | Türkei: Hasan Sentürk mit Lycon Taha Yedikardes mit License Necmi Eren mit Unique d'Elbe Husnu Dinc mit Downing Street     |                    |
| CSIO 2* Boschurischte (BUL), 20. Juni 2021   | Italien: Francesca Ciriesi mit Cape Coral Gianluca Apolloni mit High Tea Nico Lupino mit Fabalia Paolo Paini mit Chaccolie |                    |

Halbfinals:
| Nationenpreis, Datum                                                    | Sieger Nationenpreis | Weitere in Auswahl |
| ----------------------------------------------------------------------- | --- | --- |
| Halbfinale Regionen Zentral & Süd: CSIO 3* Budapest (HUN), 9. Juli 2021 | Deutschland: Cedric Wolf mit DSP Chicitito Jana Wargers mit Limbridge Sophie Hinners mit Vittorio Philipp Schulze Topphoff mit Concordess NRW | 3. Platz: Schweiz: Elin Ott mit Remix Edouard Schmitz mit Balenciana K Aurelia Loser mit Molly Mallone Z Romain Duguet mit Calder 4. Platz: Österreich: Katharina Rhomberg mit Cuma Alessandra Reich mit Loyd Christoph Obernauer mit Kleons Cocario Max Kühner mit Cooley Jump the Q |
| Halbfinale Regionen Nord & West: nicht ausgetragen                      | | |

Finale:
| Nationenpreis, Datum                            | Sieger Nationenpreis | Weitere in Auswahl |
| ----------------------------------------------- | --- | --- |
| CSIO 4* Warschau-Służewiec (POL), 25. Juli 2021 | Italien: Giulia Martinengo Marquet mit Calle Deluxe Francesca Ciriesi mit Cape Coral Piergiorgio Bucci mit Cochello Antonio Alfonso mit Donanso | 3. Platz: Österreich: Katharina Rhomberg mit Cuma Alessandra Reich mit Loyd Gerfried Puck mit Melody vd Smidshoeve Stefan Eder mit Dr Scarpo 5. Platz: Schweiz: Elin Ott mit Remix Alain Jufer mit Cornet Edouard Schmitz mit Balenciana K Niklaus Schurtenberger mit Quincassi 10. Platz: Deutschland: Cedric Wolf mit DSP Chicitito Jana Wargers mit Limbridge Gerrit Nieberg mit Ben Sophie Hinners mit Vittorio |

## Saison 2022
Region Zentral:
| Nationenpreis, Datum                   | Sieger Nationenpreis | Weitere in Auswahl |
| -------------------------------------- | --- | --- |
| CSIO 3* Mannheim (GER), 8. Mai 2022    | Schweiz: Elin Ott mit Nanu II Niklaus Schurtenberger mit Quincassi Edwin Smits mit Best of Berlin Alain Jufer mit Dante                                            | 2. Platz: Deutschland: Kendra Claricia Brinkop mit Narcos v.d. Smidshoeve Patrick Stühlmeyer mit Carmina Sophie Hinners mit Million Dollar André Thieme mit Conacco 6. Platz: Österreich: Katharina Rhomberg mit Cuma Julia Houtzager-Kayser mit High Five Alessandra Reich mit Loyd Max Kühner mit Cooley Jump The Q         |
| CSIO 3* Bratislava (SVK), 20. Mai 2022 | Deutschland: Cedric Wolf mit DSP Chicitito Sven Schlüsselburg mit Bud Spencer Kendra Claricia Brinkop mit Narcos v.d. Smidshoeve Sophie Hinners mit Million Dollar | 3. Platz: Schweiz: Edouard Schmitz mit Gamin van't Naastveldhof Dominik Fuhrer mit Ghost Elian Baumann mit Little Lumpi E Niklaus Schurtenberger mit Quincassi 6. Platz: Österreich: Julia Houtzager-Kayser mit High Five Gerfried Puck mit Melody vd Smidshoeve Katharina Rhomberg mit Cuma Max Kühner mit Cooley Jump The Q |

Region Nord:
| Nationenpreis, Datum                   | Sieger Nationenpreis | Weitere in Auswahl |
| -------------------------------------- | --- | --- |
| CSIO 3* Uggerhalne (DEN), 20. Mai 2022 | Frankreich: Maelle Martin mit Bise des Bardellieres Swan Bourven mit Vakiry des Saules Alix Ragot mit Coldplay Alexis Goulet mit Cordico                                       | Beste Mannschaft aus Region Nord – 3. Platz: Dänemark: Lars N. Pedersen mit Gladiola Konstantin Deeken Künnemann mit Crowney Linnea Ericsson-Carey mit Baloutendro Andreas Schou mit Independent              |
| CSIO 3* Drammen (NOR), 10. Juni 2022   | Brasilien: Marlon Módolo Zanotelli mit Heureuse Nouvelle Victor Mariano Luminatti mit Idette Thiago Ribas da Costa mit Kassandra van't Heike Joao Victor Castro mit Dispo Cece | Beste Mannschaft aus Region Nord – 4. Platz: Norwegen: Benedikte Serigstad Endresen mit Stenhaga Tulip Tattoo Mira Oliva Høidal mit Boleybawn Aasha Solveig Newermann mit Ballerina Geir Gulliksen mit Quatro |

Region West:
| Nationenpreis, Datum                 | Sieger Nationenpreis | Weitere in Auswahl |
| ------------------------------------ | --- | ------------------ |
| CSIO 3* Lissabon (DEN), 27. Mai 2022 | Irland: Richard Howley mit Consulent de Prelet Z Jessica Burke mit Namamia Kevin Gallagher mit Ballypatrick Flamenco Jenny Rankin mit Carmela Z                                            |                    |
| CSIO 3* Madrid (DEN), 4. Juni 2022   | Spanien: Manuel Fernandez Saro mit Acoufina Mariano Martinez Bastida mit Belano vd Wijnhoeve Z Santiago Nuñez Riva mit Valentino de Hus Z Eduardo Álvarez Aznar mit Full Option van't Zand |                    |

Region Süd:
| Nationenpreis, Datum                         | Sieger Nationenpreis | Weitere in Auswahl |
| -------------------------------------------- | --- | --- |
| CSIO 3* Athen-Markopoulo (GRE), 5. Juni 2022 | Italien: Omar Bonomelli mit Chippendel de la Tour Emilio Bicocchi mit Delirio delle Sementarecce Paolo Paini mit Japonica di Ca' San Giorgio Bruno Chimirri mit Samara | |
| CSIO 3* Gorla Minore (ITA), 17. Juni 2022    | Großbritannien: Oliver Fletcher mit William Joe Whitaker mit Hulahupe Joe Fernyhough mit Calcourt Particle Amy Inglis mit Wishes                                       | Beste Mannschaft aus Region Süd – 4. Platz: Italien: Massimo Grossato mit D Mark Giampiero Garofalo mit Gaspahr Alberto Zorzi mit Hopkins Piergiorgio Bucci mit Carpe Diem |

Halbfinals:
| Nationenpreis, Datum                                                    | Sieger Nationenpreis | Weitere in Auswahl |
| ----------------------------------------------------------------------- | --- | --- |
| Halbfinale Regionen Nord & West: CSIO 3* Deauville (FRA), 24. Juni 2022 | Belgien: Koen Vereecke mit Lector vd Bisschop François Mathy Jr mit Uno de la Roque Gudrun Patteet mit Donna Z Wilm Vermeir mit Joyride S | Ebenso für das Finale qualifiziert: 2. Platz: Spanien, 3. Platz: Irland, 4. Platz: Schweden, 5. Platz: Portugal |
| Halbfinale Regionen Zentral & Süd: CSIO 3* Budapest (HUN), 2. Juli 2022 | Deutschland: Marcel Marschall mit Coolio Sven Schlüsselburg mit Bud Spencer Sophie Hinners mit Million Dollar Jörne Sprehe mit Hot Easy   | Ebenso für das Finale qualifiziert: 2. Platz: Schweiz Elian Baumann mit Little Lumpi E Aurelia Loser mit Anaba Haize Edwin Smits mit Fleur Sinaa-A Romain Duguet mit Bel Canto de Boguin 3. Platz: Österreich: Christoph Obernauer mit Kleons Renegade Alessandra Reich mit Loyd Katharina Rhomberg mit Cuma Gerfried Puck mit Naxcel V 4. Platz: Niederlande, 5. Platz: Ungarn |

Finale:
| Nationenpreis, Datum                                 | Sieger Nationenpreis | Weitere in Auswahl |
| ---------------------------------------------------- | -------------------- | ------------------ |
| CSIO 4* Warschau-Służewiec (POL), 11. September 2022 |                      |                    |